# Tumba de Humayun
La tumba de Humayun es un complejo de edificios de arquitectura mogol en la ciudad india de Delhi. Comprende la tumba principal del emperador Humayun, así como otras tumbas, mezquitas y otras construcciones. El complejo está considerado por la Unesco como Patrimonio de la Humanidad desde el año 1993, ya que es una de las primeras muestras del arte arquitectónico mogol. Es, además, uno de los complejos que mejor se han conservado.

## Tumba principal
La tumba de Humayun está construida con arenisca roja a la que se le añadieron detalles decorativos elaborados en mármol blanco y negro. Su estructura es octogonal y los techos están profusamente decorados con pinturas. La sala central, de una altura de dos pisos, está flanqueada por cuatro salas, también octogonales. Todas las fachadas son simétricas, así como el conjunto total del edificio. Aunque previamente se habían construido algunas tumbas enclavadas en medio de un jardín, la tumba de Humayun es la primera que puede considerarse como una tumba-jardín. Por eso está considerada como la precursora en estilo del Taj Mahal.
La tumba fue construida por la viuda principal del emperador Humayun, Bega Begum, aunque se desconoce la fecha exacta del inicio de la construcción. Algunas fuentes consideran que la fecha de inicio fue en 1574, nueve años después de la muerte de su esposo. Sin embargo, algunos manuscritos del siglo XVIII datan las obras en el año 1579. En este mausoleo están enterrados, además de Humayun, su viuda principal y su esposa más joven así como otros dignatarios mogoles. En la actualidad, resulta imposible distinguir a quién pertenece cada una de las sepulturas.

## Otros edificios
La tumba de Humayun está rodeada de otras construcciones a las que se accede a través del jardín en el que está enclavado todo el conjunto. Además de otras tumbas, también se encuentran diversas mezquitas. Cabe destacar las siguientes:
- Tumba del barbero: está situada al sudeste de la tumba principal. Aunque no se sabe a ciencia cierta quién reposa en este sepulcro, se la conoce popularmente como "la tumba del barbero". Se trata de un edificio octogonal en el exterior pero con un interior de planta cuadrada.  Se cree que se construyó en el año 1625.
- Tumba de Isa Khan: situada en el centro de un jardín, en esta tumba reposan los restos de uno de los subalternos de Humayun. Se trata también de una sala central de forma octogonal rodeada por tres arcos. En uno de sus laterales se puede ver un minarete.
- Nili Chhatri: aquí reposan los restos de un servidor de la corte del emperador Akbar. La fachada original tenía decoraciones que en la actualidad han desaparecido por completo.

## Restauración
Los trabajos de restauración que iniciaron en 1999 fueron realizados por el Programa de Apoyo a Ciudades Históricas de la Aga Khan Trust for Culture (AKTC) en colaboración con la Archaeological Survey of India (ASI) y terminaron en 2003.